# Charles Ng
Charles Chi-Tat Ng (en chino tradicional, 吳志達; en chino simplificado, 吴志达; pinyin, Wú Zhìdá, nacido el 24 de diciembre de 1960 en Hong Kong) es un asesino en serie de origen hongkonés que actuó en Estados Unidos entre 1983 y 1985. Las autoridades creen que Ng y su cómplice Leonard Lake asesinaron a un mínimo de 11 víctimas en la cabaña que Lake poseía en el Condado de Calaveras, California. El número de víctimas de Lake y Ng podría ascender a 25.
Tras la caída de su cómplice Leonard Lake, Ng habría huido. Después de su arresto y encarcelamiento en Canadá por robo y posesión ilegal de armas, siguió una larga disputa entre Canadá y Estados Unidos. Ng fue extraditado, juzgado y condenado por 11 asesinatos.  Actualmente se encuentra en el corredor de la muerte de  la Prisión de San Quintín, en California.

## Víctimas
Charles Ng fue condenado por once asesinatos; sus víctimas, en su mayoría residentes en el área de San Francisco, fueron las siguientes:
- Harvey Dubs (30), residente en San Francisco, California; desapareció el 25 de julio de 1984.[3]
- Deborah Dubs (33), esposa de Harvey Dubs, desapareció el 25 de julio de 1984.[4]
- Sean Dubs (1), hijo de dieciocho meses de Harvey y Deborah Dubs; desapareció el 25 de julio de 1984.[5]
- Clifford Peranteau (23), desaparecido en San Francisco el 20 de enero de 1985. Sus restos nunca han sido localizados, pero algunas de sus pertenencias fueron encontradas en el apartamento de Ng y en la cabaña frecuentada por Lake y Ng.[6]
- Jeffrey Gerald (35), desaparecido en San Francisco el 24 de febrero de 1985, sus restos nunca han sido localizados.[7]
- Michael Carroll, compañero de celda de Ng en la prisión militar de Fort Leavenworth, Kansas.
- Kathleen Allen (18), dependienta de profesión y novia de Michael Carroll. Desapareció en abril de 1985.
- Lonnie Bond Sr., vivía con su novia y su hijo en una propiedad cercana a la de Leonard Lake.
- Brenda O'Connor (19), novia de Lonnie Bond, Sr., desaparecida en abril de 1985.
- Lonnie Bond Jr., hijo de Lonnie Bond Sr. y Brenda O'Connor.
- Robin Scott Stapley (26), residente en Garden Grove.

## Posibles víctimas
Documentos, objetos personales y videos encontrados en la cabaña de Leonard Lake permitieron vincular a Lake y Ng con varios asesinatos y desapariciones.
- Paul Cosner (39), desaparecido en San Francisco el 2 de noviembre de 1984. Su automóvil se encontró, pero su cuerpo nunca ha sido localizado.[8]